# Premio William Allan
El Premio William Allan, otorgado por la Sociedad Estadounidense de Genética Humana, se estableció en 1961 en memoria de William Allan (1881-1943), pionero en la investigación exhaustiva en genética humana.
Se otorga anualmente para reconocer contribuciones científicas sustanciales y de gran alcance a la genética humana realizadas durante un período sostenido de investigación científica y productividad. En la Reunión Anual al ganador se entrega un premio de 25.000 dólares y una medalla grabada.

## Ganadores
| Año  | Nombre                                 |
| ---- | -------------------------------------- |
| 1962 | Newton Morton                          |
| 1965 | James Neel                             |
| 1967 | Vernon Ingram                          |
| 1968 | Harry Harris                           |
| 1969 | Jerome Lejeune                         |
| 1970 | Arno Motulsky                          |
| 1973 | Barton Childs                          |
| 1974 | Curt Stern                             |
| 1975 | Philip Levine y Alexander S. Wiener    |
| 1977 | Victor McKusick                        |
| 1978 | Charles Scriver                        |
| 1979 | F. Clarke Fraser                       |
| 1980 | Walter Bodmer                          |
| 1981 | Patricia Jacobs                        |
| 1982 | Elizabeth Neufeld                      |
| 1983 | Frank Ruddle                           |
| 1984 | Yuet Wai Kan                           |
| 1985 | Joseph L. Goldstein y Michael S. Brown |
| 1986 | Mary F. Lyon                           |
| 1987 | Luigi Luca Cavalli-Sforza              |
| 1988 | Torbjörn Caspersson                    |
| 1989 | Ray White                              |
| 1990 | Kary Mullis                            |
| 1991 | Janet D. Rowley y Alfred Knudson Jr.   |
| 1992 | Alec Jeffreys                          |
| 1993 | Antonio Cao y Michael Kaback           |
| 1994 | Doug Wallace                           |
| 1995 | Kurt Hirschhorn                        |
| 1996 | Robert Elston                          |
| 1997 | Philip Leder                           |
| 1998 | Bert Vogelstein                        |
| 1999 | Stephen Warren                         |
| 2001 | Charles J. Epstein                     |
| 2002 | Albert de la Chapelle                  |
| 2003 | David Weatherall                       |
| 2004 | Louis M. Kunkel                        |
| 2005 | Francis Collins                        |
| 2006 | Dorothy Warburton                      |
| 2007 | Arthur Beaudet                         |
| 2008 | Haig H. Kazazian, Jr.                  |
| 2009 | Huntington F. Willard                  |
| 2010 | Jurg Ott                               |
| 2011 | John M. Opitz                          |
| 2012 | Uta Francke                            |
| 2013 | Aravinda Chakravarti                   |
| 2014 | Stuart H. Orkin                        |
| 2015 | Kay E. Davies                          |
| 2016 | James F. Gusella                       |
| 2017 | Kári Stefánsson                        |
| 2018 | Eric S. Lander                         |
| 2019 | Stylianos E. Antonarakis               |
| 2020 | Mary-Claire King                       |